# Pokój Kalliasa
Pokój Kalliasa – domniemany pokój podpisany w roku 449 p.n.e. kończący tzw. wojny perskie między Związkiem Ateńskim a perskim imperium Achemenidów.

## Treść
Na jego mocy Persja miała zrzec się hegemonii na Morzu Egejskim i uznać niezależność azjatyckich miast greckich. Pokój Kalliasa ustalał, że okręty perskie nie będą wpływały na Morze Egejskie poza wyznaczone punkty, a wojska lądowe nie zbliżą się do wybrzeży na odległość mniejszą niż dzień jazdy konnej. Ateńczycy (Grecy) z kolei nie wkroczą na ziemie podległe królowi perskiemu i nie sprzymierzą się z żadnym wrogiem Persji. W praktyce oznaczało to zrzeczenie się przez Persję panowania nad azjatyckimi miastami greckimi i ugruntowanie panowania Związku Morskiego na Morzu Egejskim.

## Historyczność traktatu
Niektórzy badacze (P.J. Rhodes, Adam Ziółkowski i inni) kwestionują historyczność traktatu.
Tezę wspierają m.in. faktami, że ani Herodot, ani Tukidydes nie wspomnieli w swoich dziełach o pokoju Kalliasa, który, jeśli w istocie miał miejsce, miał decydujące znaczenie dla tematyki ich dzieł. W dodatku działania Ateńskie oraz Perskie po tym pokoju nie pasują do znanych nam postanowień traktatu. Historyczność pokoju kwestionowali już starożytni tacy, jak Teopomp z Chios, czy Kallistenes z Olintu.
Wojny perskie wedle tej teorii zakończyć się miały jedynie nieformalnym porozumieniem Aten z satrapami w zachodniej Azji Mniejszej, w którym uznawali oni dominację Greków na Morzu Egejskim. Pokój Kalliasa miał zaś być wymysłem historyków greckich stworzonym po 386 p.n.e. (pokój królewski) „w celu unaocznienia, jak dalece chwalebna przeszłość kontrastuje z haniebną teraźniejszością”.
Obrońcy historyczności traktatu przywołują możliwe aluzje do niego u Tukidydesa oraz brak informacji o walkach grecko-perskich pomiędzy 449, a 412 p.n.e. Innym argumentem jest brak inskrypcji o zebraniu trybutu w związku w 448 p.n.e., co mogłoby sugerować refleksje nad sensem związku po zawarciu pokoju. Za tą tezą przemawia również początek wielkiego projektu przebudowy Aten od 450 p.n.e., który byłby nie do pomyślenia w czasie kosztownych działań wojennych.